# 황세줄나비속
황세줄나비속(Aldania)은 줄나비아과에 속하는 나비의 한 속이다. 이 속의 서식지는 온대성 구북구 지역에 한정되어 있다. 세줄나비속(Neptis)과 밀접한 관련이 있다.

## 종
- 중국황세줄나비 - Aldania deliquata (Stichel, 1909) 자바이칼, 아무르강, 우수리강, 중국 북동부.
- Aldania ilos Frühstorfer, 1909 중국 동북부, 아무르강, 우수리강, 중국 서부, 대만
- Aldania imitans (Oberthür, 1897) Aldania Mimic[1] - 윈난
- Aldania raddei (Bremer, 1861) 아무르강, 우수리강
- Aldania themis (Leech, 1890) 우수리강, 중국
- 황세줄나비 -  Aldania thisbe (Ménétries, 1859)
- Aldania yunnana (Oberthür, 1906) 윈난성

## 참고 문헌
- Tuzov VK, Bogdanov PV, Devyatkin AL, Kaabak LV, Korolev VA, Murzin VS, Samodurov GD, and Tarasov EA. 1997. Guide to the butterflies of Russia and adjacent territories (Lepidoptera, Rhopalocera). Pensoft, Sofia.
- "Aldania Moore, [1896]" at Markku Savela's Lepidoptera and Some Other Life Forms